# Daniela Frank
Daniela Frank (* 1962 in München) ist eine deutsche katholische Journalistin und Geschäftsführerin des Catholic Media Council (CAMECO) in Aachen.

## Leben
Frank studierte Philosophie und Kommunikationswissenschaft in München und Münster. 1994 wurde sie an der Hochschule für Philosophie München promoviert. Sie hospitierte beim SFB und SDR und war als freie Journalistin tätig. Seit 2002 ist sie beim Catholic Media Council (CAMECO) in Aachen tätig, dem Beratungsbüro der kirchlichen Hilfswerke für Medienprojekte in Afrika, Asien, Lateinamerika sowie Mittel- und Osteuropa. Sie war zunächst Lateinamerikareferentin und ist seit 1999 Geschäftsführerin.
Sie ist Mitglied der Gemeinschaft Christlichen Lebens und war von 2003 bis 2013 Weltpräsidentin dieser ignatianisch geprägten Vereinigung von Gläubigen.
2014 berief Papst Franziskus sie als senior international expert in eine neugebildete Kommission zur Reform der vatikanischen Medien unter dem Vorsitz von Chris Patten.

## Schriften
- Dimensionen der Programmkonzeption entwicklungsorientierter Hörfunkarbeit: eine Untersuchung der Arbeit kultureller Radiostationen in Mittelamerika. Konstanz: UVK-Medien Ölschläger 1994 Zugl.: München, Hochschule für Philosophie, Diss., 1993/94, ISBN 3-88295-229-6 (Wissenschaftsforum 2).
- Catholic Media Council — CAMECO. in: Gebhard Fürst (Hg.): Katholisches Medienhandbuch: Fakten – Praxis – Perspektiven. Kevelaer: Butzon & Bercker GmbH, 2013, ISBN 978-3-7666-1671-5 Volltext.